# Diritti LGBT in Spagna
I diritti di lesbiche, gay, bisessuali e transgender (LGBT) in Spagna hanno subito diversi cambiamenti significativi negli ultimi anni. 
Oggi la Spagna è stata riconosciuta per essersi dotata di uno dei più alti gradi di libertà in tutto il mondo nei confronti dei suoi cittadini LGBT. 
Dopo aver riconosciuto a livello nazionale la coabitazione non registrata tra coppie dello stesso sesso e le unioni civili registrate in alcune città a partire dal 1994 e il 1997, la Spagna ha legalizzato sia il matrimonio che l'adozione da parte di coppie dello stesso sesso nel 2005. 
Gli individui che si identificano come transgender sono autorizzati a cambiare il loro legale genere di appartenenza senza la necessità di un intervento chirurgico di riassegnazione del sesso o la sterilizzazione. 
La discriminazione per quanto riguarda l'orientamento sessuale e l'espressione dell'identità di genere è stata bandita a livello nazionale dal 1996. Gay e lesbiche possono servire apertamente nelle forze armate ed agli uomini che hanno rapporti sessuali con altri uomini (MSM) è stato permesso di donare il sangue dal 2005.
La Spagna è stata riconosciuta come uno dei paesi più liberali e culturalmente gay friendly del mondo; la cultura LGBT ha avuto un ruolo significativo nella letteratura spagnola, nella musica, nel cinema e in altre forme di intrattenimento, nonché nelle questioni sociali e nella politica.

## Storia del diritto penale
Tra gli antichi romani spagnoli l'interazione sessuale tra gli uomini era vista come una cosa comune e matrimoni omosessuali furono contratti durante la prima età imperiale romana, mentre una legge contro i matrimoni tra persone dello stesso sesso fu promulgata dagli imperatori cristiani Costanzo II e Costante I e le norme morali romane in tal modo subirono cambiamenti significativi che proseguirono fino al IV secolo.
L'influenza del cristianesimo alla fine caratterizzò la sessualità come un atto il cui unico obiettivo era la procreazione, con l'omosessualità che veniva considerata come una delle tante attività sessuali peccaminose e contrarie alla volontà divina. 
Le leggi contro la sodomia furono stabilite durante il periodo medioevale. Tuttavia, gli atteggiamenti verso le libertà individuali cambiarono di nuovo durante il secolo dell'Illuminismo: le leggi contro la sodomia furono abrogate con il codice spagnolo nel 1822. 

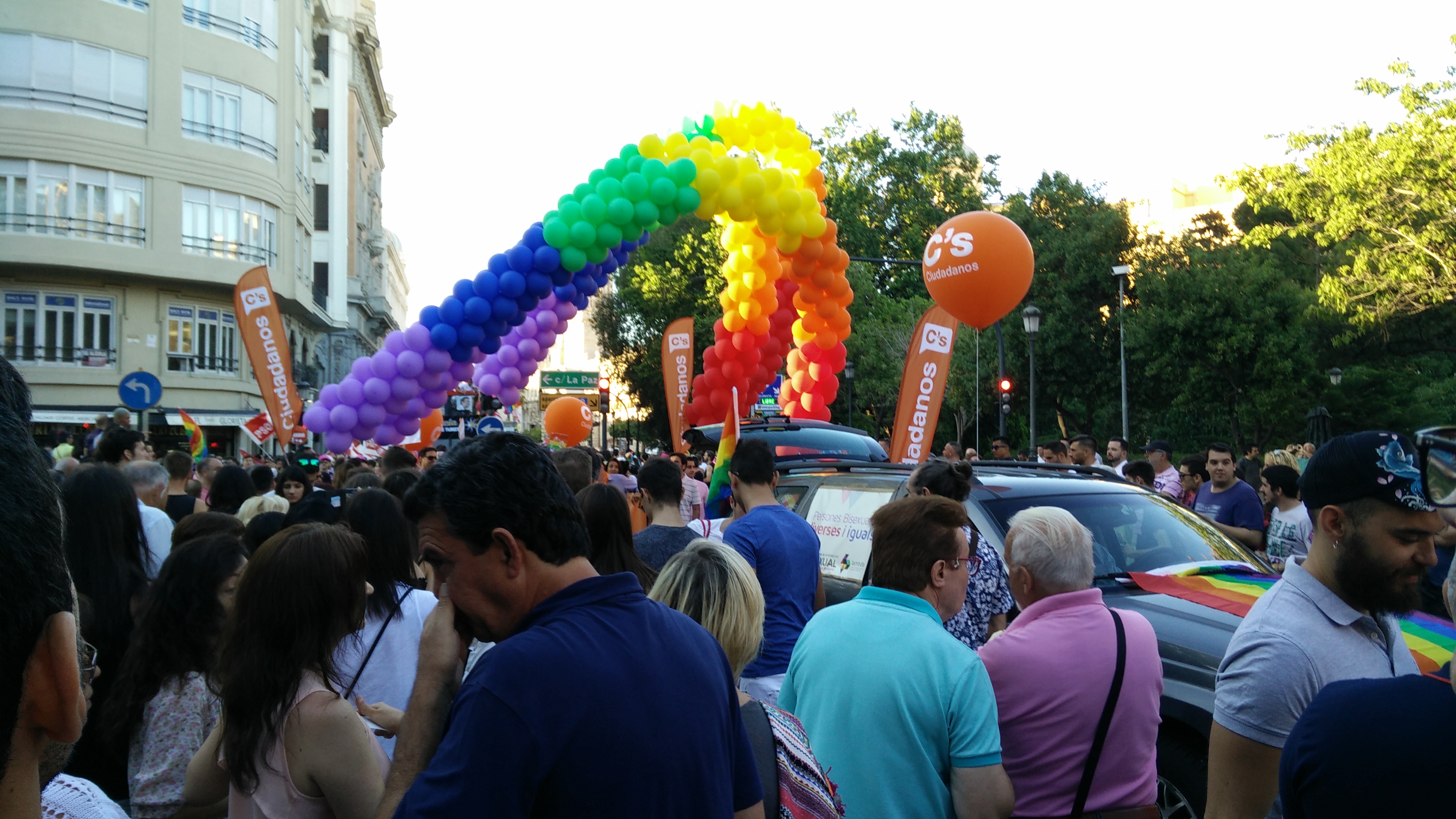
Gay Pride a Valencia nel 2016

La mentalità legislativa cambiò nuovamente insieme con l'atteggiamento della società nei confronti dell'omosessualità durante la guerra civile spagnola e il regime dittatoriale di Francisco Franco.
Nel corso del tardo XX secolo i diritti della comunità LGBT hanno ricevuto una maggior attenzione e l'attività sessuale tra persone dello stesso sesso sono diventati legali ancora una volta nel 1979, con la stessa età del consenso rispetto al rapporto eterosessuale.

## Riconoscimento delle relazioni omosessuali
Nel 1994 passò la Ley de Arrendamientos Urbanos, concedendo così alle coppie omosessuali alcuni dei primi diritti di riconoscimento.
I registri aperti per le coppie dello stesso sesso sono stati creati in tutte le 17 comunità autonome della Spagna: Catalogna (1998), Aragona (1999), Navarra (2000), Castiglia-La Mancia (2000), Comunità Valenzana (2001), le isole Baleari (2001), Comunità di Madrid (2001), Asturie (2002), Andalusia (2002), Castiglia e León (2002), Estremadura (2003), i Paesi Baschi (2003), le isole Canarie (2003), Cantabria (2005), Galizia (2008), La Rioja (2010) e Murcia (2018), ed in entrambe le città autonome di Ceuta (1998) e Melilla (2008).
Il matrimonio tra persone dello stesso sesso e l'adozione da parte di coppie dello stesso sesso sono stati legalizzati dalle Corti Generali nel 2005, sotto il primo governo del premier José Luis Rodríguez Zapatero, del Partito Socialista Operaio Spagnolo.
Subito dopo, il disegno legislativo riguardante il matrimonio omosessuale è diventato legge; un membro della Guardia Civil, una forza militare di polizia, ha sposato il suo compagno di tutta una vita, spingendo l'organizzazione a consentire ai partner dello stesso sesso a convivere in caserma, ed è stata così la prima forza di polizia in Europa che ha ospitato una coppia dello stesso sesso in un'installazione militare.

## Adozione e omogenitorialità

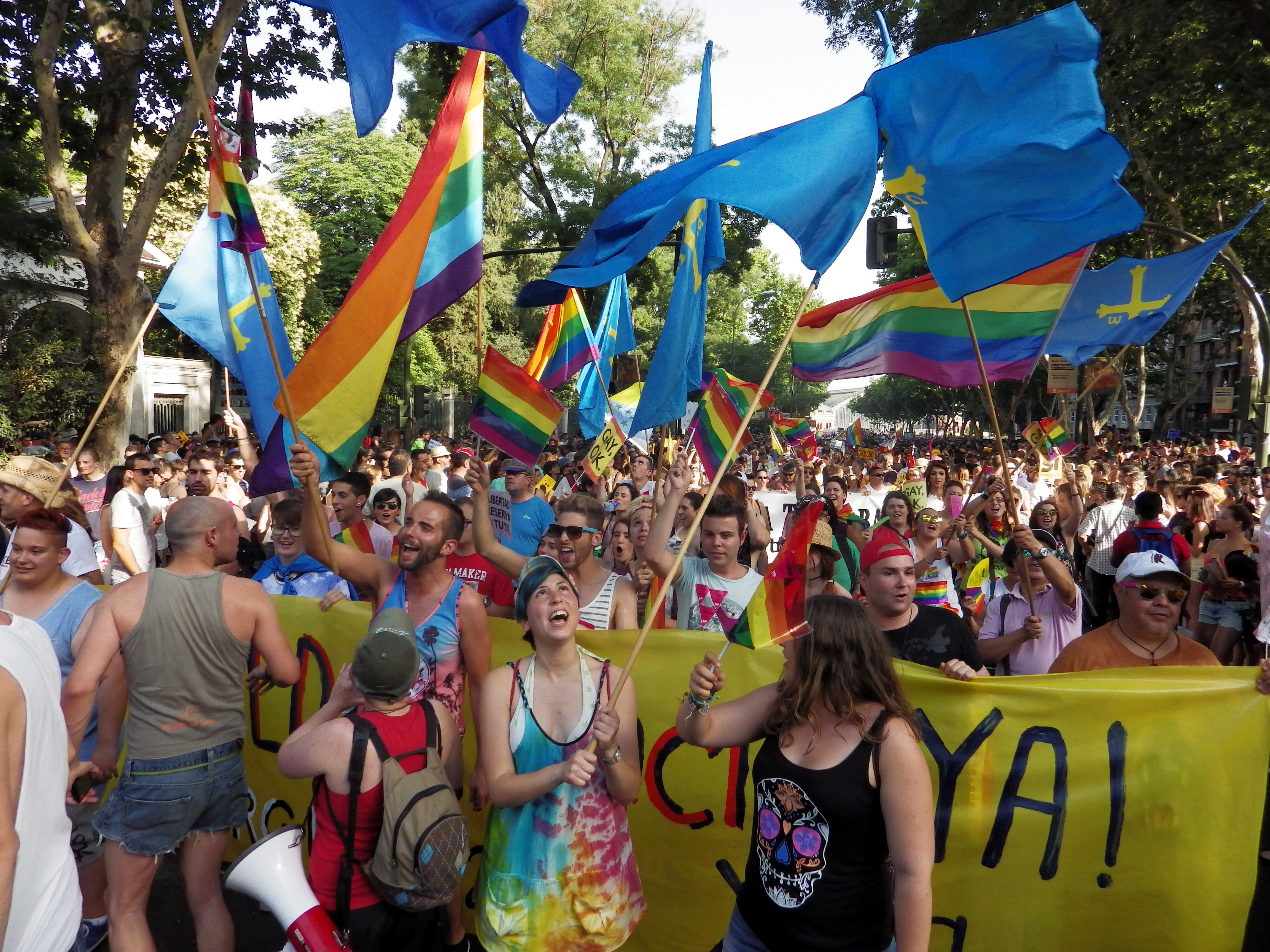
Manifestazione dell'orgoglio LGBT a Madrid nel 2015

L'adozione da parte di coppie dello stesso sesso è stata costituita a legge nazionale a partire dal luglio 2005. Alcune delle comunità autonome della Spagna avevano già in precedenza legalizzato tali adozioni, in particolare la Navarra nel 2000, i Paesi Baschi nel 2003, l'Aragona nel 2004, la Catalogna nel 2005 e la Cantabria nel 2005.
Inoltre, nelle Asturie, in Andalusia ed Estremadura, le coppie dello stesso sesso potevano già cominciare congiuntamente le procedure per prendere temporaneamente o permanentemente i bambini adottati in affidamento e porli sotto le loro cure.
La legge sulla fecondazione assistita è stata modificata nel 2006: i bambini nati all'interno di un matrimonio omosessuale tra donne da in un trattamento di fecondazione in vitro possono essere legalmente riconosciuti anche dalla madre non biologica.
Inoltre le coppie possono avere accesso alla maternità surrogata, se effettuata in un paese in cui essa è legale, ma la maternità surrogata non è legale all'interno del territorio spagnolo, essendo il contratto di rinuncia della madre non legalmente valido.

## Protezioni contro la discriminazione e leggi sui crimini d'odio

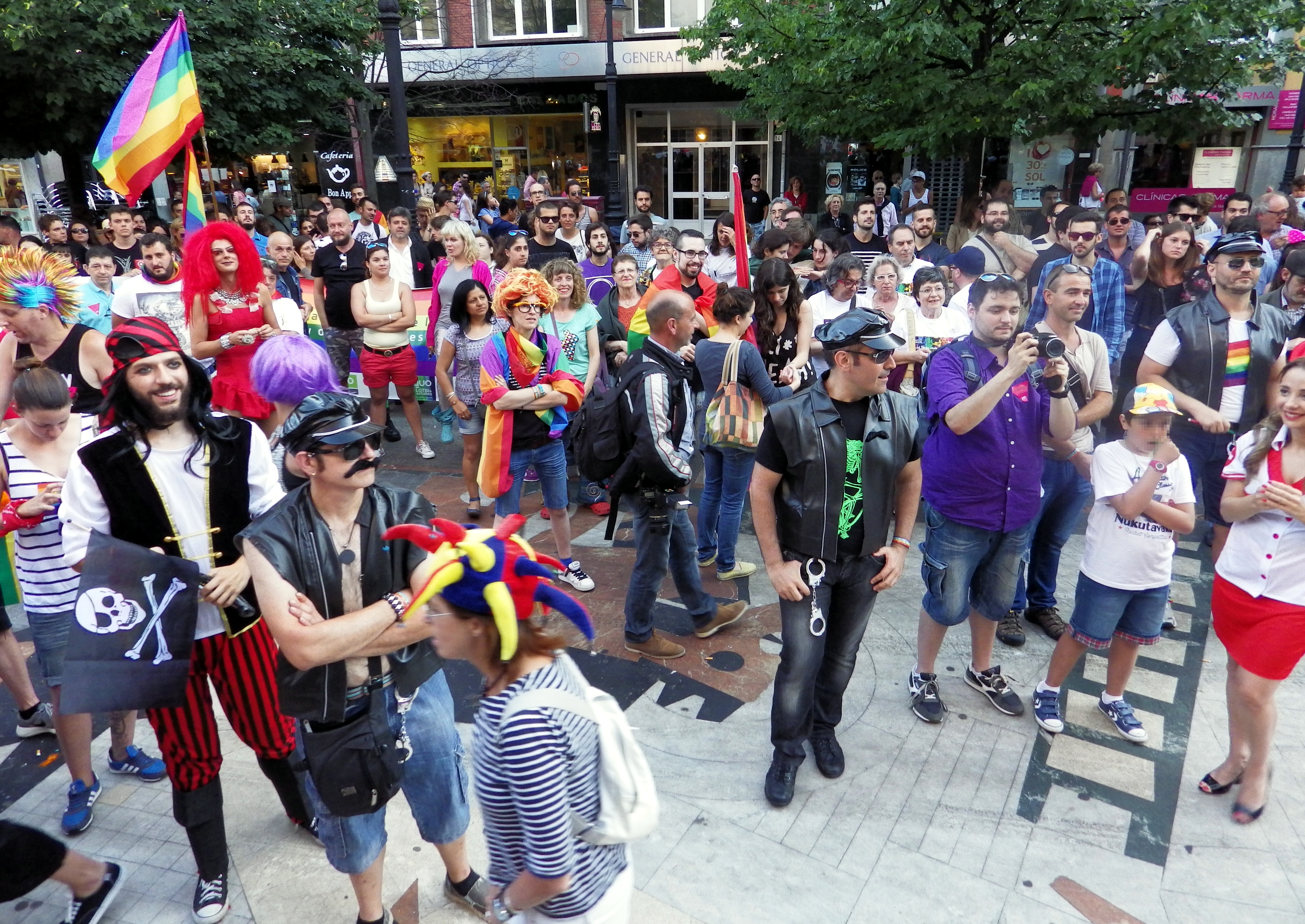
Manifestazione nelle Asturie nel 2015

La discriminazione sul posto di lavoro sulla base dell'orientamento sessuale è illegale nel paese dal 1995. Tuttavia, la discriminazione sul lavoro in base all'identità di genere non è vietata a livello nazionale. 
La prima comunità autonoma ad impedire una tale discriminazione è stata Navarra nel 2009.
I Paesi Baschi ne hanno seguito l'esempio nel 2012. Nel 2014 l'Andalusia, le Isole Canarie, la Catalogna e la Galizia hanno anch'essi fatto passare in via definitiva provvedimenti che vietano la discriminazione sull'identità di genere. L'Estremadura e Madrid lo hanno fatto nel 2015.
La discriminazione sull'uso di beni e servizi basati sull'orientamento sessuale e l'identità di genere non è ancora vietata a livello nazionale. La Catalogna (dal 2014), l'Estremadura (dal 2015) e la Galizia (dal 2014) hanno un divieto per tale discriminazione.
I crimini e i discorsi di odio sulla base sia dell'orientamento sessuale che dell'identità di genere sono stati vietati dal 1995.
La discriminazione nei servizi sanitari e nel campo dell'istruzione basata sull'orientamento sessuale e l'identità di genere è stata vietata in Spagna rispettivamente dal 2011 e dal 2013.
Due comunità autonome vietano anche la discriminazione sulla base di caratteristiche sessuali, proteggendo in questo modo le persone intersessuali dalla discriminazione. Queste due comunità autonome sono la Galizia e la Catalogna (entrambe dal 2014).

## Servizio militare

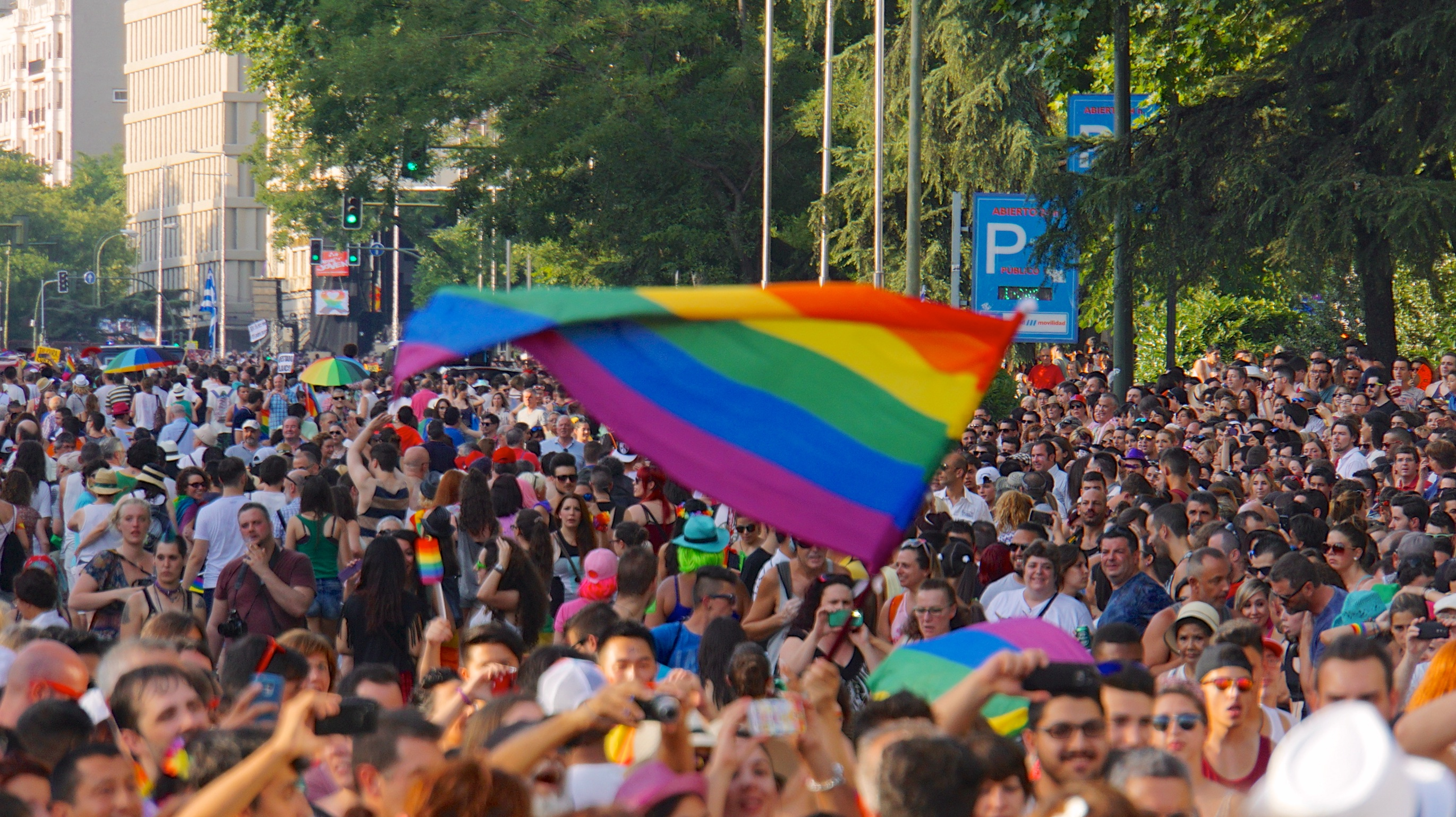
Madrid Pride

Le lesbiche, i gay, i bisessuali e i transgender possono servire apertamente nelle Fuerzas Armadas de España.

## Espressione dell'identità di genere
Nel novembre 2006, il governo di Zapatero ha approvato una legge che permette ai transessuali di registrarsi sotto il loro sesso preferito nei documenti pubblici, come i certificati di nascita, le carte d'identità e i passaporti senza dover subire prima un cambiamento chirurgico. La legge è entrata in vigore il 17 marzo 2007.
Adesso è legale cambiare sesso con l'autodeterminazione di genere.

## Donazione del sangue
I gay e i bisessuali sono autorizzati a donare il sangue in Spagna. Per chiunque - indipendentemente dall'orientamento sessuale - il periodo di differimento è di sei mesi dopo il cambio di un partner sessuale.

## Opinione pubblica

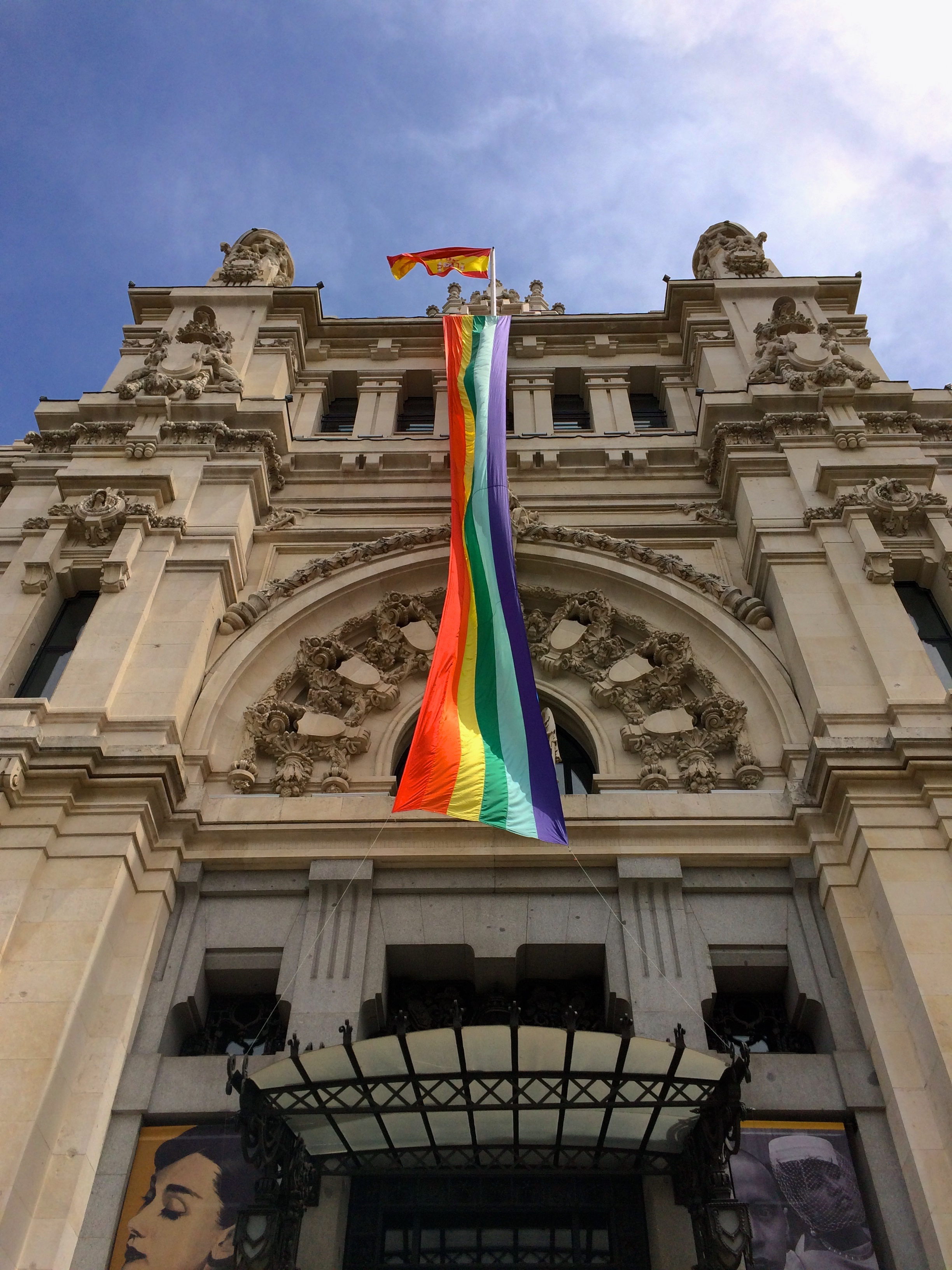
Madrid Pride 2015

L'omosessualità e la bisessualità oggi sono notevolmente accettate in tutto il paese e maggiormente nelle città più grandi. Nei piccoli villaggi e fra alcune parti della società esiste ancora un certo livello di discriminazione. 
Un sondaggio dell'Eurobarometro pubblicato nel dicembre 2006 ha mostrato che il 66% degli intervistati supportava il matrimonio omosessuale e il 43% riconosceva il diritto per le coppie dello stesso sesso di adottare (a livello di Unione europea le medie sono rispettivamente il 44% e il 33%).
Il 4 marzo 2013, Jorge Fernández Díaz, il ministro degli Interni spagnolo, ha detto che a causa dei matrimoni omosessuali la sopravvivenza della specie non è garantita; egli pensa anche che i matrimoni omosessuali non dovrebbero avere la stessa protezione in base alla legge, come ce l'hanno le coppie di sesso opposto.
Dopo sette anni di legalizzazione il matrimonio omosessuale e la definizione di esso entrò nel dizionario ufficiale del Paese.
Tra i Paesi studiati da Pew Research Center nel 2013 la Spagna è valutata prima nell'accettazione dell'omosessualità, con l'88% della società che si trova a sostenere apertamente la comunità gay contro 11%.
Nel maggio 2015 PlanetRomeo, un social network LGBT, ha pubblicato il suo primo Gay Happiness Index (GHI). Ai gay provenienti da oltre 120 Paesi è stato chiesto loro come si sentono davanti all'opinione della società nei confronti dell'omosessualità, come vivono il modo in cui vengono trattati da altre persone e come sono soddisfatti dalla loro vita. La Spagna si è classificata 13ª con un punteggio di GHI di 68.
BuzzFeed ha condotto un sondaggio nel dicembre 2016 in diversi paesi sull'accettazione degli individui transgender. 
La Spagna si è classificata come il paese che più li accetta nella maggior parte delle categorie, con l'87% delle persone intervistate che credono che le persone transgender dovrebbero essere protette dalla discriminazione da parte del governo, e solo l'8% che invece credono che vi sia qualcosa di mentalmente o fisicamente sbagliato in loro. 
Oltre a ciò, il 77% ritiene che alle persone trans dovrebbe essere permesso loro di usare il bagno che corrisponde alla propria identità di genere, piuttosto che essere costretti ad utilizzare quello del loro genere di nascita assegnato, con oltre il 50% che si trova fortemente d'accordo con questo.

## Tabella riassuntiva
| Attività sessuale omosessuale legale                                                                            | (dal 1979)                                                                                             |
| Uguale età del consenso                                                                                         | (dal 1979)                                                                                             |
| Leggi anti-discriminazione sul posto di lavoro                                                                  | (dal 1995)                                                                                             |
| Leggi antidiscriminatorie sull'uso di beni e servizi                                                            | Si |
| Leggi antidiscriminatorie in tutte le altre aree (inclusa la discriminazione indiretta e i crimini d'odio)      | (dal 1995)                                                                                             |
| Riconoscimento delle coppie formate da persone dello stesso sesso (coabitazione non registrata e unioni civili) | (dal 1994)                                                                                             |
| Matrimonio tra persone dello stesso sesso                                                                       | (dal 2005)                                                                                             |
| Adozione del figlio del partner per le coppie dello stesso sesso                                                | (dal 2000–2005)                                                                                        |
| Adozione da parte di coppie dello stesso sesso                                                                  | (dal 2000–2005)                                                                                        |
| Genitorialità automatica per entrambi i coniugi dopo la nascita                                                 | (dal 2015)                                                                                             |
| Le persone LGBT possono servire apertamente nelle forze armate                                                  | Si |
| Transizione transessuale legale                                                                                 | (dal 2007)                                                                                             |
| Congedo parentale automatica per entrambi i coniugi dopo nascita                                                | (dal 2006)                                                                                             |
| Accesso alla fecondazione in vitro per le coppie lesbiche                                                       | (dal 2006)                                                                                             |
| Diritto di cambiare legalmente genere di appartenenza (anche in base all'autodeterminazione)                    | (dal 2023, per chi ha più di 16 anni)                                                                  |
| Riconoscimento genere non binario                                                                               | No |
| Minori intersessuali protetti dagli interventi chirurgici invasivi                                              | (dal 2023)                                                                                             |
| Possibilità di donare il sangue da parte degli uomini che hanno rapporti sessuali con altri uomini (MSM)        | Si |
| Terapie di conversione vietate                                                                                  | (dal 2023)                                                                                             |
| Maternità surrogata per le coppie gay                                                                           | / (riconosciuta se effettuata all'estero, vietata in Spagna a prescindere dall' orientamento sessuale) |